# Unirio Teatro Musicado
Unirio Teatro Musicado é um projeto acadêmico originário do Centro de Letras e Artes da Universidade Federal do Estado do Rio de Janeiro (UNIRIO) no ano de 1995, coordenado pelo professor Rubens Lima Jr.. Com o apoio da reitoria da Universidade, o professor estabeleceu uma parceria com a Escola de Música e com os departamentos de Teoria, Cenografia e Direção Teatral, o que tornou possível a montagem de diversos espetáculos musicais em caráter de pesquisa acadêmica.
A primeira experiência de Rubens Lima Jr. com o gênero musical como professor da UNIRIO foi "Kabarret Valentim", de Karl Valentim, ainda dentro da Universidade. Foram reunidos 32 alunos em uma temporada inicial de dois meses, que culminou com a seleção para o Festival de Outono de Madrid (Espanha) em novembro de 1995. Foram quatro apresentações no Círculo de Bellas Artes e posteriormente em outras cidades espanholas. "Kabarret Valentim" foi o primeiro espetáculo teatral a representar a UNIRIO fora do país.

## Segunda fase
Quase dez anos depois, o projeto voltou com base nos conteúdos de canto, dança e interpretação em montagens acadêmicas sem fins lucrativos - que contribuíram para dar visibilidade à instituição - trazendo um número recorde de público que passou a frequentar a faculdade como espectadores regulares. A nova fase do projeto apresentou, a partir de 2007, os seguintes espetáculos:
- 2007 Canções para um Mundo Novo, de Jason Robert Brown;
- 2008 Canções para um Amor Perdido, adaptado de fragmentos do filme Annie Hall de Woody Allen e da peça O encontro com um estranho, de Cherie Vogestein;
- 2009 Cambaio, de Chico Buarque, Edu Lobo, Adriana Falcão e João Falcão;
- 2010 The Rocky Horror Show, de Richard O’Brien;
- 2011 Tommy – A Ópera Rock, de Pete Townshend e Des McAnuff;
- 2012 Monty Python’s Spamalot, de Eric Idle e John Du Prez;
- 2013 The Book of Mormon[2][3][4], de Matt Stone, Robert Lopez e Trey Parker;
- 2015 O Jovem Frankenstein[5][6], de Thomas Meehan e Mel Brooks;
- 2016 O Mambembe[7][8][9], de Arthur Azevedo e José Piza;
- 2018 O Primo da Califórnia, de Joaquim Manuel de Macedo;[10][11][12]
- 2023 O Alienista - o musical, adaptado do original de Machado de Assis.[13]

A partir do ano de 2012, o projeto recebe o copatrocínio da Fundação Cesgranrio, como incentivadora da pesquisa de teatro musicado em ambiente acadêmico. A partir do ano seguinte, o projeto passou a integrar, através de audições, alunos da UFF (Universidade Federal Fluminense), UFRJ (Universidade Federal do Rio de Janeiro), UFRRJ (Universidade Federal Rural do Rio de Janeiro) e outras universidades federais do Brasil ao núcleo de pesquisa.
Também em 2013 o projeto ganhou novos rumos e maior reconhecimento com a montagem de The Book of Mormon , que se tornou o maior fenômeno teatral carioca do ano, com público estimado em mais de 48 mil espectadores. O espetáculo teve sua primeira temporada durante os meses de novembro e dezembro no Teatro Paschoal Carlos Magno na UNIRIO, devido seu grande sucesso voltou em cartaz em janeiro de 2014 no mesmo teatro e iniciou uma parceria junto a UERJ realizando quatro apresentações no mês de abril na Universidade Estadual do Rio de Janeiro. The Book of Mormon arrancou diversos elogios da crítica especializada, incluindo uma crítica de Barbara Heliodora junto com uma matéria de capa no Segundo Caderno do Jornal O Globo além de ser considerado uma das melhores peças em cartaz no ano de 2013 pela Revista Veja Rio. Assim o Projeto Teatro Musicado entrou definitivamente na história do teatro universitário brasileiro e tornou a UNIRIO ponto de referência no ramo.
A partir de 2014, o projeto tornou-se matéria do curso de Atuação Cênica na faculdade, integrando o currículo acadêmico.
Diversos musicais profissionais têm alunos e ex-alunos deste projeto. Atuantes no mercado, podemos citar Sabrina Korgut (Avenida Q; Cauby, Cauby), Fabricio Negri (Beatles num Céu de Diamantes), Victor Maia (Ou Tudo Ou Nada, Ayrton Senna - o musical), Guilherme Borges (Ópera do Malandro, Gabriela), Raquel Antunes (Les Miserables, A Noviça Rebelde), Leo Bahia (Bibi, uma vida em musical), Hugo Kerth (Meu Primeiro Musical), Luiz Gofman (Cauby, Cauby), Chris Penna (Bibi, uma vida em musical), Fabiana Tolentino (Os dois filhos de Francisco), Larrisa Landim (Castelo Ra-tim-bum, o musical), Andrei Lamberg (A Noviça Rebelde), Vinícius Teixeira  (Peter Pan, o musical da Broadway), Thuany Scheidegger (Rock of Ages), Nando Brandão (A vida não é um musical, o musical).

## Produções acadêmicas

### Canções para um Mundo Novo
do original "Songs For a New World" de Jason Robert Brown;
Ficha Técnica:
Direção e textos originais: Cristiana Pompeo
Coordenação geral, adaptação e versões: Fabrício Negri
Supervisão geral: Rubens Lima Jr.
Orientação: Maria Enamar
Colaboração e Assistência: Tatiana France
Produção: Fabrício Negri e Marcelo Albuquerque
Assistência de produção: Léo Rommano
Direção Vocal: VOZ Plena Empreendimentos Ltda
Cenografia: Alexandre Lambert
Iluminação: Adriana Milhomem
Elenco: Cristiano Penna, Fabricio Negri, Maria Netto, Sabrina Korgut.
Pianista: Herberth Souza

### Canções para um Amor Perdido
Ficha Técnica:
Elenco: Clark - Fabrício Negri Paula - Simone Centurione
Direção: Rubens Lima Jr.
Piano: Heberth Souza
Direção de Produção: Fabrício Negri
Produção Executiva: Marcelo Albuquerque
Produção: B Produções
Roteiro: Fabrício Negri - inspirado em fragmentos do filme "Annie Hall" de Woody Allen e na peça "O Encontro com um Estranho" de Cherie Vogestein
Versões: Fabrício Negri
Figurino: Elenco e Direção
Cenário: Alexandre Lambert / Rubens Lima Jr.
Iluminação: Rubens Lima Jr.
Técnico de Iluminação: Anderson Ratto
Caracterização: Mona Magalhães

### Cambaio
Texto: João Falcão e Adriana Falcão
Música: Chico Buarque e Edu Lobo
Direção Geral: Rubens Lima Junior
Elenco: Bruno Henríquez, Carolina Scaramella, Daíra Sabola, Fabiana Tolentino, Flora Borges, Ingrid Borges, Marcelo Eduardo Farias, Renan Mattos e Victor Maia
Músicos: Bebel Nicioli, Christian Bizzotto, Flora Borges, Gabriel Carneiro, Guilherme Ashton, Guilherme Menezes, Ingrid Borges, Mariana Serra e Thatiana da Silva
Coreografia: Victor Maia
Preparação Corporal: Vivian Duarte
Direção de Movimento: Rubens Lima Junior
Assistente de Direção: Claudio Athiery
Direção Musical: Guilherme Borges e Marcelo Eduardo Farias
Arranjos: Guilherme Borges e banda
Banda: Christian Bizzotto, Gabriel Carneiro, Guilherme Ashton e Guilherme Menezes
Preparação Vocal: Marcelo Eduardo Farias
Concepção de Cenário: Rubens Lima Junior
Cenografia: Lara Pacielo
Figurino: Vanessa Marques
Assistente de Figurino: Renan Mattos
Visagismo: Isabel Chavarri
Iluminação: Rubens Lima Junior e Anderson Rato
Design de Som: Jamil Chevitarese
Cenotécnica: Alexandre Guimarães
Programação Visual: André Sepulvida
Videomaker: Rafael Pacheco

### The Rocky Horror Show
Ficha Técnica
Autor: Richard O'Brien
Elenco:
Guilherme Borges - Dr. Frank-N-Furter
Fabíola Romano - Janet Weiss
Pedro Henrique Lopes - Brad Majors
Victor Maia - Riff Raff
Aurora Dias - Magenta
Maíra Garrido - Mageta Sub
Isabel Chavarri - Columbia
Marcelo Eduardo Farias - Dr. Scott
Thadeu Mattos - Rocky
José Caminha - Eddie
Fábio Martins - Narrador
Coro: Andrea Rocha Hector Gomes Larissa Landim Lysia Leal Maíra Garrido Tatiana Sobral Vanessa Marques
Músicos: Christian Bizzotto Gabriel Carneiro Guilherme Ashton Guilherme de Menezes
De: Richard O'Brien
Direção: Rubens Lima Jr
Assist. de Direção e Teoria: Claudio Althiery
Direção Musical: Guilherme Borges
Tradução: Kao Rossman
Letras em Português: Alexandre Amorim
Coreografia: Victor Maia
Assistentes de Coreografia: Larissa Landim e Tatiana Sobral
Arranjos: Guilherme Borges e Banda
Cenário: Marzulo Vivaqua
Assistente de Cenografia: Thais Finnochio
Cenotécnico: Alexandre Guimarães
Figurinos: João de Freitas
Iluminação: Anderson Ratto e Rubens Lima Jr
Visagismo: Isabel Chavarri
Programação Visual: Pedro Lopes
Vídeo: Renato Marques
Fotografia: Renato Marques e Ricardo Marques
Coordenação de Porudção: Rubens Lima Jr

### Tommy – A Ópera Rock
FICHA TÉCNICA
Texto Original: Pete Townshend e Des McAnuff
Letras e Músicas: Pete Townshend
Versão Brasileira: Alexandre Amorim
Direção Geral: Rubens Lima Jr
Assistente de Direção: Claudio Althiery
Direção Musical: Guilherme Borges
Preparação Vocal: Maíra Garrido
Arranjos: Guilherme Borges e Banda
Coreografias: Victor Maia
Assistente de Coreografia: Larissa Landim
Cenário: Marzulo Vivacqua
Supervisão de Cenário: José Dias
Figurino: João de Freitas
Assistente de Figurino: Renata Figueiredo
Adereços: Jorge Uriel e Eric Fuly
Costura: Railda Marques
Iluminação: Anderson Ratto e Rubens Lima Jr
Operador de Luz: Felipe Bahiense
Canhoneiras: Renata Figueiredo e Mariana Lima
Preparação Corporal: Isabel Chavarri
Design de Vídeo: Renato Marques
Operação de Vídeo: Jean Lucas Simas
Design de Som: Carlos Vidal
Operação de de Som: Vinícius Moulin
Microfonia: Gabriela Castro Alves e Daniel Rocha
Making Off: Henrique Três
Fotografia: Henrique Três, Renato Marques e Ricardo Marques
Programção Visual: Pedro Henrique Lopes
Visagismo: Rodrigo Reinoso e Walter Valle
Produção Musical: Marcelo Farias
Assistentes de Produção: Renato Borges e Marcos Pereira
Produção Executiva: Rubens Lima Jr
Elenco:
Igor Guerra: Tommy “Jovem”
Thadeu Matos: Tommy “Adulto”
Rodrigo Naice: Mr. Walker
Camila Maia: Mrs. Walker
Vitor Martinez: Tio Ernie
Leo Bahia: Primo Kevin
João de Freitas: Pastor
Larissa Landim: Sally/Coro
Guilherme Hinz: Amante / Jornaleiro I /Coro  /Cafetão (Alternante)
Guilherme Borges: Cafetão / Coro / Capanga I (Alternante)
Sabrina Vianna: Acid Queen / Jornaleira II / Coro / Enfermeira II (Alternante)
Maíra Garrido: Capanga I / Mrs. Walker (Alternante)
Tauã Delmiro: Oficial 2 / Capanga II / Musicoterapeuta / Coro
Luiz Gofman: Capanga II / Coro
Pedro Kligerman: Oficial I / Médico / Repórter II / Coro
Maysa Gomes: Capanga IV / Juíza / Coro
Flora Menezes: Enfermeira I / Esposa do Pastor / Coro
Ana Luiza Toledo: Enfermeira III / Jornaleira III / Coro
Suzana Santana: Enfermeira IV / Jornaleira IV / Coro
Victoria Aguillera: Advogada / Coro
Júlia Ruaro: Assistente de Médico / Coro
Rebeca Marcolini: Repórter I / Coro
Fabiana Tolentino: Coro
Participação Especial: Gabriel Felipe: Tommy “Criança” (Alternante) e Guilherme Nunes: Tommy “Criança” (Alternante)
Banda:
Guilherme Ashton: Baixo
Gabriel Gravina: Piano
Pedro Prata: Bateria
Phil Wiermann: Violão
Guilherme Menezes: Guitarra
Hugo Stutz: Clarinete I
Mariana Serra: Clarinete II
Diego Abreu: Clarinete III
Mateus Falkenback: Clarinete IV
Agradecimentos: Jane Celeste Mirna Rubim Roberto Gnattall Josimar Carneiro Anderson Lima Elid Bittencourt MULTIRIO Itelita Ferraz SAFECLEAN SEGUINDO A COR PRODUÇÕES
Equipe de Filmagem: Imagens: Eduardo Chamon, Rodrigo Alayete, Rudá Capriles Direção e Montagem: Eduardo Chamon

### Monty Python’s Spamalot
de Eric Idle e John Du Prez;
Ficha técnica:
Direção Geral: Rubens Lima Jr.
Texto e letras: Eric Idle 
Músicas: John DuPrez 
Tradução, letras e adaptação: Alexandre Amorim
Direção Musical: Marcelo Farias
Coreografia: Victor Maia
Cenografia: J. P Andrade
Supervisão: José Dias
Luz: Anderson Ratto e Rubens Lima Jr
Figurinos: Rafaela Rocha
Elenco:
Ana Varella, Camilla Farias, Daniel Rocha, Felipe Bahiense, Flora Menezes, Hugo Kerth, Leo Bahia, Luiz Gofman, Larissa Landim, Luisa Mayall, Marcelo farias, Nathalia Katsivalis, Raquel Antunes, Renata Figueiredo, Rodrigo Naice, Rodrigo Morura, Suzana Santana, Tauã Delmiro, Thuany Scheidegger, Victória Aguillera, Vinicius Teixeira, Vitor Martinez.
Banda:
Piano: Gabriel Gravina
Guitarra: Guilherme Menezes
Baixo: Guilherme Ashton
Bateria: Pedro Prata
Trompetes: Matheus Diniz, Lander Andrade e Henrique Vaz
Clainetas: Mauro Vasconcelos, Hugo Stutz e Pedro Silva
Flautas: Rachel Castro e Igor Siqueira
Orquestração e Arranjos: Gabriel Gravina, Prof. Marcelo Carneiro e Guilherme 
Menezes.

### The Book of Mormon
Ficha técnica:
de Trey Parker, Robert Lopez e Matt Stone
Direção: Rubens Lima Jr. 
Tradução, letras e adaptação: Alexandre Amorim 
Direção musical: Marcelo Farias 
Coreografia: Victor Maia 
Elenco: Andrei Lamberg, Bruno Nunes, Caio Scot, Flavio Alvarenga, Gabriel Demartine, Giulianna Farias, Guilherme Serrão, Hugo Kerth, Isabela Vieira, Isabele Marinho, Larissa Landim, Leandro Montenegro, Leo Bahia, Luisa Vianna, Luiz Gofman, Marcus Brandão, Maria Penna Firme, Mayara Ramos, Nando Brandão, Rayssa Bentes, Santiago Villalba, Tauã Delmiro, Vinicius Teixeira, William Sala. 

### O Jovem Frankenstein
Ficha técnica:
Texto: Mel Brooks e Thomas Meehan
Música e letras: Mel Brooks
Tradução, letras e adaptação: Alexandre Amorim
Elenco: Luiz Gofman, Bruno Nunes, Flora Menezes, Carol Pita, Julia Nogueira, Ester Dias, Gabriel Demartine, Marcus Brandão, Joaz Perez, Victor Fontoura, Santiago Villalba , Ana Carolina Baptista, Bárbara Bárcia, Bruno Marques, Carolina Barcellos, Guilherme Serrão, Hikari Amada Zamir, Isabela Quadros, Julia Fernandes, Juliana Reis, Junio Duarte, Leandro Montenegro, Lucas Baptista, Malu Stanchi, Manuela Hashimoto, Mayara Ramos e Telemakos Endler.
Figurinos: João de Freitas Henriques
Visagismo e Caracterização: Ester Dias
Iluminação: Anderson Ratto
Cenários: Cris de Lamare
Direção de Produção: Thayana Blois
Direção Musical: Marcelo Farias
Orquestrações e adaptações: Rafael Sant’Anna, Gabriela Alkmin e Erick Soares
Coreografia: Adriana Salomão
Direção Geral: Rubens Lima Jr

### O Mambembe
Ficha técnica:
Texto: Arthur Azevedo e José Piza
Adaptação e Letras: Alexandre Amorim
Direção: Rubens Lima Júnior.
Assistência de Direção: Amanda Barros, João Gofman e Júlio Ângelo
Direção Musical: Guilherme Menezes
Assistência de Direção Musical: Maíra Garrido
Elenco:
Laudelina: Giuliana Farias / Roberta Monção
Frazão: Rodrigo Naice
Eduardo: Robson Lima
Dona Rita: Flora Menezes
Dona Vidinha / Dona Bertoleza: Ingrid Klug
Pantaleão: Joaz Perez
Chico Inácio: João Saraiva
Madama: Talita Silveira
Coro: Adriana Dehoul, Alessandra Quintes, Alexandre Neves, Bárbara Sut, Bruno Nunes, César Viggiani, Diego Bastos, Edmundo Vítor, Felipe Carreiro, Guilherme Neto, Isabela Quadros, João Dabul, Júlia Nogueira, Lucas Baptista, Maicon Lima, Maria Penna Firme, Marina Paiva, Pedro Ruivo, Rayza Noia, Victor Zott.
Coreografia: Gabriel Demartine
Assistência de Coreografia: Isabela Vieira
Direção de Arte e Cenografia: Cris de Lamare
Assistentes de Cenografia: Camilla Camu Muniz e Silas Pinto
Figurino: Rick Barboza
Assistente de Figurinos: Nanda Gomides
Caracterização / Visagismo: Vítor Martinez
Assistente de Caracterização: Lucas Drigues
Iluminação: Paulo César Medeiros
Desenho de Som: Leandro Lobo e André Breda
Produção Musical: Gabriel Gravina
Assistência de Produção Musical: Alexandre Seabra
Arranjos: Guilherme Menezes
Músicas originais: Gabriel Gravina, Guilherme Menezes e Guilherme Ashton*
(*As canções “O Armazém”, “Festa de Pantaleão” e “Laudelina e Pantaleão”)
Preparação Vocal: Doriana Mendes
Assistência de Preparação Vocal: Alessandra Quintes
Orientadora de Caracterização: Mona Magalhães
Assessoria Técnica: Prof. Ângela Reis
Direção de Produção: Marcus Brandão
Equipe:
Adereços de Cenário: Fernanda Correia, Pedro Luiz de Azevedo e Silas Pinto
Adereços de Figurinos: Edjane Guimas
Ilustrações: Camilla Camu Muniz
Produção Executiva (UNIRIO): Clara Costa, Giovana Abreu, Stephany Lins e Thayana Blois
Produção Executiva (Fundação Cesgranrio): Bruno Torquato e Urbano Lopes
Assessora de Imprensa: Amanda Barros
Programação Visual: Gabriella da Rocha
Fotografia: Bianca Oliveira
Equipe de caracterização: Adriana Dehoul, Bárbara Sut, Carolina Coimbra, Ingrid Klug, Lucas 
Baptista e Marianna Chaves
Postiços / Barbas: Vicente Baptista
Perucas da Abertura: Rick Barboza
Cabeleireira: Kátia Marques
Operador de Som: Alexandre Seabra e Filipe Cretton
Técnico de Som: Leo Maia, Jorginho e Nathan dos Santos Nascimento
Sonorização: Quintal da Ideia e MDM Sonorizações
Estagiários de Produção: Luiz Felipe Manso, Marianna Chaves e Tadeu Fernandes
Estagiários de Som: Alex Faria, Amanda Brasil, Eugênio Moreira, Gabriella Adami e Júlia 
Drummond
Estagiário de Recepção: João Manoel
Estagiários de Cenografia: Fernanda Correia e Pedro Luiz de Azevedo
Estagiários de Iluminação: Caroline Dias, Paulo Coquito e Victor Bueno

### O Primo da Califórnia
Texto: Joaquim Manuel de Macedo
Adaptação e Letras: Alexandre Amorim
Músicas e Arranjos: Guilherme Menezes e Matheus Boechat
Direção Geral: Rubens Lima Jr.
Assistência de Direção: Claudio Ribeiro, Johnny Erik e Wellington Fagner
Elenco: Gabriel Hipóllyto (Adriano Genipapo), Júlia Drummond (Celestina), Mariah Dantas (Celestina), Ritiele Reis (Beatriz), Cadu Mascarenhas (Felisberto), Dan Martins (Pantaleão), Kissa Melo (Florência), Maria Antônia Ibraim (Florência), Felipe Côrtes (Ernesto), Gustavo Pavani (Eduardo), Walace Pinheiro (Policarpo), Rennato Cinelli (Florindo), Leandro Braga (Júlio), Gabriel Ferri (Helder Pinto/Paulo),  Claudio (Genipapo), Sabrina Diniz (Jornaleiro), Ândrea Cordeiro, Carol Coimbra, Cinthya Verçosa, Diomar Nascimento, Mariana Esberard (Ensemble).
Direção Musical: Guilherme Menezes
Direção Musical Residente: Maíra Garrido
Preparação Vocal: Doriana Mendes
Assistência de Preparação Vocal: Alessandra Quintes e André Grabois
Produção Fonografica: Matheus Boechat
Banda: Guilherme Ashton, Guilherme Menezes, Matheus Boechat e Phil Wiermann
Consultoria Fonoaudiológica: Jane Celeste
Coreografia: Cesar Viggiani
Direção de Arte e Cenografia: Cris de Lamare
Cenógrafo Assistente: Fê Correia e Silas Pinto
Assistente de Cenografia: Gabriel Oliveira
Adereços: Fábrika de Adereços e equipe de cenografia
Maquinista: Gerson Pindaré
Figurino: Taísa Magalhães
Assistente de Figurino: Maria Laura Abreu, Monique Pimentel, Silvana Rocío e Wan Olissant
Orientação de Figurino: Carolina Bassi
Costura Cênica: Katia Salles, Regina Olivia, Verônica Santos
Alfaiataria: Macedo
Estagiário de Docência: Fidelcino Reis

### O Alienista - o musical
Obra Original: Machado De Assis
Direção Geral: Rubens Lima Jr.
Adaptação e Letras: Alexandre Amorim
Elenco: Lucas Resende (Narrador), Miguel Conti (Freud), Tiago Batistone (Dr. Simão Bacamarte), Jude Fontenelle (Dona Evarista/Cidadã), 
Lenita Magalhães (Dona Evarista/Cidadã), Savico (Crispim Soares), Lohrana Canedo (Cesária/Ensemble), Yasmin Zandonade (Cesária/Ensemble), Carol Coimbra (Madre Lourdes/Cidadã), Ruth Ciribelli (Madre Lourdes/ Cidadã), Daniel de Mello (Porfírio), Luís G. Pirangi (Vereador Freitas), João Bartholo (João Pina), Cadu Chagas (Costa), Beatriz Casarotto (Prima do Costa/Ensemble), Lari Jansen (Prima do Costa/Ensemble), Luca Santi (Mateus), Tomás Santa Rosa (Martim Brito), André Lopes (Presidente da Câmara), Julia Vasconcelos (Vereador), Isabela Gopin, Kyara Zenga, Artêmio, Georgius Gabriel (Cidadãos), Matheus França, Shantala Cavalcanti, Thaisa Muniz (Ensemble / Loucos), Andressa Toledo (Louca/Canjica 1/Ensemble), Samantha Joshua (Louca/Canjica 2/Ensemble), Gabriel Oliveira (Capitão da Guarda/Enfermeiro/ Ensemble), Lorenzo (Capitão da Guarda/Enfermeiro/ Ensemble), Bruna Meireles, Juliana Rodrigues, Nina Rabello (Stand-ins)
Músicas: Gabriel Gravina, Guilherme Ashton, Guilherme De Menezes E Matheus Boechat
Direção Musical:Guilherme Borges
Coreografias: Shantala Cavalcanti
Coreografias de Sapateado: Alexei Henriques
Preparação Vocal: Doriana Mendes
Assessoria Fonoaudiológica: Jane Celeste E Mariana Baltar
Cenografia: Gabriel Oliveira
Figurinos: Clara Vasconcellos, Yan Guilherme, Daniel Furtado E Julia Couri
Orientações dos Figurinos: Carla Costa
Design de Luz: Adriana Milhomem
Caracterização e Visagismo: Everton Cherpinski
Orientação de Caracterização: Mona Magalhães
Adereços: Chris Eksterman
Direção de Produção: Luís G. Pirangi
Assistente de Direção: Claudio Ribeiro
Assistentes de Direção Residente: Carol Pita E Tom Karabachian
Assistente de Direção Musical: Igor Zupo
Assistentes de Preparação Vocal: Carol Vanni E Clara Lira
Músicos da Banda: Guilherme Borges, Clara Lira, Igor Zupo E Lívia Félix
Produção Musical: Tiago Batistone
Arquiteta: Ana Beatriz Lima
Assistente de Cenografia: Mariana Faria
Assistentes de Figurinos: Rayane Flaviano, Betina De Bem E Bruna Lima
Assistentes de Produção: Julia Afonso, Lorenzo E Nina Rabello
Social Media: Cadu Chagas, Larissa Jansen, Lorenzo, Savico E Tomás Santa Rosa
Estagiárias: Bruna Meireles, Juliana Rodrigues
Operador de Luz: Lara Aline Pereira
Operador de Som: Lívia Félix
Realização: Unirio e Fundação Cesgranrio